# Microdipoena nyungwe
Microdipoena nyungwe là một loài nhện trong họ Mysmenidae.
Loài này thuộc chi Microdipoena. Microdipoena nyungwe được L. Baert miêu tả năm 1989.